# Compsoctena furciformis
Compsoctena furciformis är en fjärilsart som beskrevs av Edward Meyrick 1921. Compsoctena furciformis ingår i släktet Compsoctena och familjen Eriocottidae. Inga underarter finns listade i Catalogue of Life.